# Caac jezik
Caac jezik (Caawac, Moenebeng, Mwelebeng; ISO 639-3: msq), austronezijski jezik na sjeveroistočnoj obali Nove Kaledonije, na području općine Pouébo. S jezicima nêlêmwa-nixumwak [nee], nyâlayu [yly] i Yuaga [nua] pripada podskupini krajnje sjevernih novokaledonskih jezika. 
Ima dva dijalekta, pouébo (Pwebo) i la conception (St. Louis). Govori ga 890 ljudi (1996 popis); 1 170 (2009 popis).

## Vanjske poveznice
- Ethnologue (14th)[neaktivna poveznica]
- Ethnologue (15th)
- Ethnologue (17th)
- Ethnologue (18th)
- Ethnologue (19th)